# Gare de Varades - Saint-Florent-le-Vieil
Gare de Varades - Saint-Florent-le-Vieil – przystanek kolejowy w Varades, w departamencie Loara Atlantycka, w regionie Kraj Loary, we Francji.
Jest przystankiem kolejowym Société nationale des chemins de fer français (SNCF), obsługiwanym przez pociągi TER Pays de la Loire kursujących pomiędzy Nantes i Angers.